# 沈欽 (弘治進士)
沈欽（1466年—？），字敬之，浙江紹興府山陰縣人，軍籍，明朝政治人物。

## 生平
弘治八年（1495年）乙卯科浙江鄉試第三十六名舉人。弘治十五年（1502年）中式壬戌科會試第一百六十一名，三甲第三十名進士。

## 家族
曾祖沈旭；祖父沈世珩；父沈昺，母翁氏。永感下。